# Н-1
Это советская тяжёлая ракета. Про японский носитель и другие значения см. N-1
Н-1, Н1 (индекс ГУКОС — 11А52) — советская ракета-носитель сверхтяжёлого класса. Разрабатывалась с начала 1960-х годов в ОКБ-1 под руководством Сергея Королёва, а после его смерти — под руководством Василия Мишина.
Первоначально предназначалась для вывода на околоземную орбиту тяжёлой (75 т) орбитальной станции с перспективой обеспечения сборки тяжёлого межпланетного корабля для полётов к Венере и Марсу. С принятием решения по включению СССР в так называемую «лунную гонку», по организации полёта человека на поверхность Луны и возвращения его обратно, программа Н1 была форсирована и стала носителем для экспедиционного космического корабля Л3 в комплексе Н1-Л3 советской лунно-посадочной пилотируемой программы.
Все четыре испытательных запуска Н-1 были неудачными на этапе работы первой ступени. В 1974 году советская лунно-посадочная пилотируемая программа была фактически закрыта до достижения целевого результата, а несколько позже — в 1976 году — также официально закрыты и работы по Н-1.
Вся пилотируемая лунная программа, включая носитель Н-1, была строго засекречена и стала достоянием общественности только в 1989 году.
Техническое наименование Н-1 было производным от «Носитель-1», по другим данным — от слова «Наука-1». На Западе ракета-носитель была известна под условными обозначениями SL-15 и G-1e.

## История создания
В КБ С. П. Королёва проработки тяжёлой ракеты-носителя велись одновременно с развитием других космических аппаратов, и к концу 1961 года эскизный проект был готов. В 1961–1962 годах отрабатывались отдельные агрегаты и их части, была определена основная конструктивно-компоновочная схема ракеты.
В ходе проектирования возникли серьёзные разногласия между Королёвым (решительно избравшим перспективную в будущем схему кислородно-керосиновых двигателей) и главным конструктором ОКБ-456 В. Глушко (предлагавшим использовать более отлаженные двигатели на смеси АТ+НДМГ). 10 ноября 1961 года он направил личное письмо Королёву, указав, что уложиться в поставленный руководством срок таким образом будет значительно проще. Письмо заканчивалось словами:
Имея известное Вам неоднократное, прямое, личное указание товарища Н. С. Хрущёва об ответственности ОКБ-456 за разработку мощных двигателей для носителя более тяжёлого, чем на базе Р-7 и учитывая необходимость всемерного форсирования крайне трудоёмких работ по разработке конструкции и подготовке серийного производства этих двигателей, прошу Вас не замедлить с выбором топлива для 1-й и второй ступеней носителя Н1.
Поскольку Королёв настаивал на своём, Глушко обратился инстанциями выше: к Председателю ВПК Д. Ф. Устинову, Председателю ГКОТ Л. В. Смирнову, Главкому РВСН К. С. Москаленко, директору ГИПХ В. С. Шпаку, начальнику ГУРВО А. И. Семёнову, главным конструкторам В. П. Бармину и М. К. Янгелю, направив им копии своего письма к Королёву от 10 ноября с просьбой содействовать принятию решения по выбору топлива. Позднее, 25 по 29 ноября 1961 года, Глушко обращался к Президенту АН СССР М. В. Келдышу и другим.
Однако эти обращения не возымели эффекта, и Государственная экспертная комиссия с 2 по 16 июля 1962 года, опираясь на авторитет Королёва, приняла защиту эскизного проекта Н1, выполненного ОКБ-1 (29 основных томов и 8 томов приложений к ним), в варианте с кислородно-керосиновыми двигателями.
Постановлением от 24 сентября 1962 года было установлено начать лётные испытания РН Н-1 в 1965 году.
В литературе, кроме названия Н-1, встречаются также «Раскат», «Наука», индекс ГРАУ 11А52.

## Основные характеристики ракеты-носителя

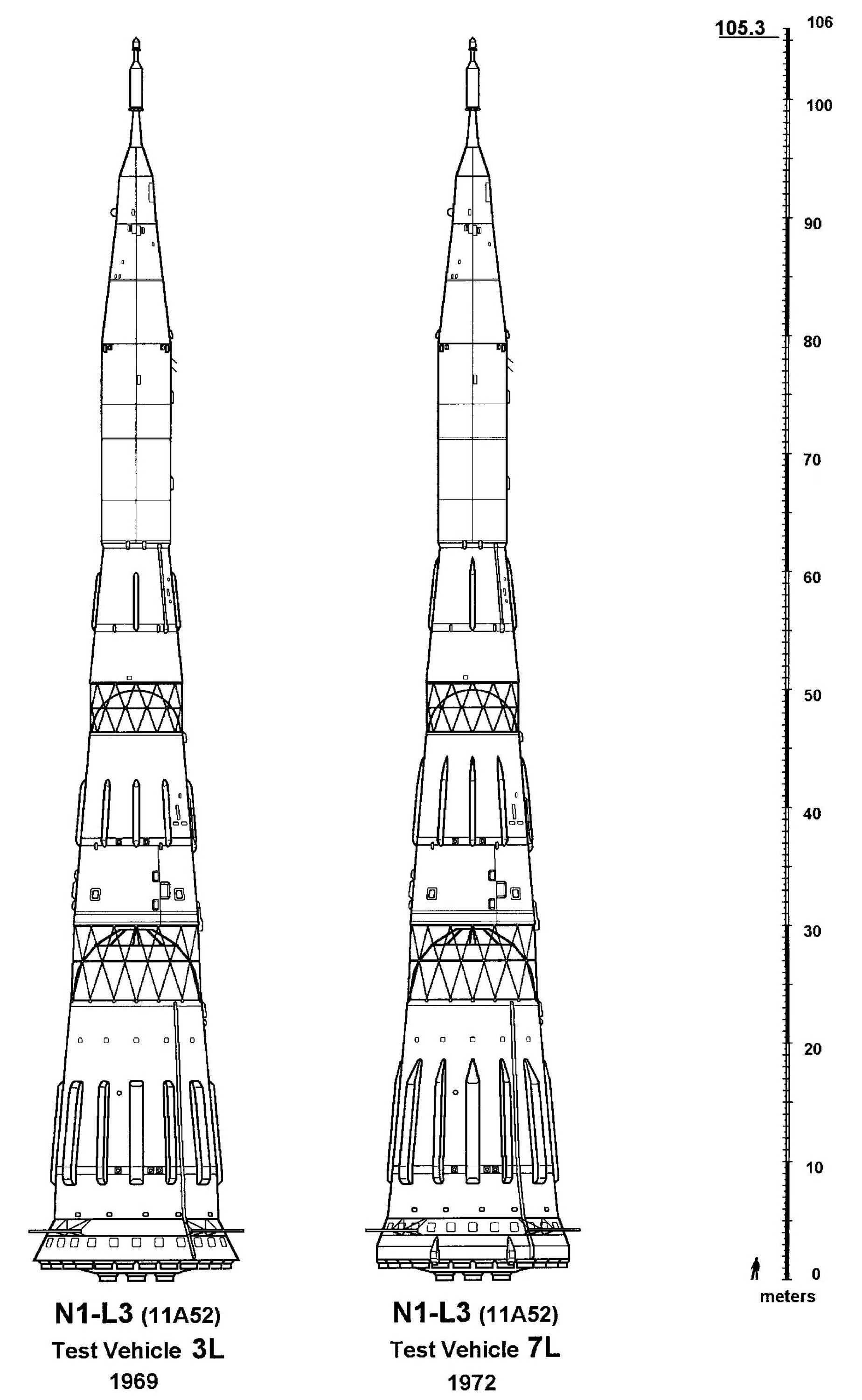
Схематичный чертёж ракеты в развитии от изделия 3Л к 7Л

Носитель Н-1 был выполнен по последовательной схеме расположения и работы ступеней и включал 5 ступеней, на всех из которых использовались кислород-керосиновые двигатели. На установке таких двигателей настаивал С. П. Королёв. Не имея технологических и инфраструктурных возможностей рискованного и затратного создания передовых высокоэнергетичных кислород-водородных двигателей и отстаивая более мощные двигатели на токсичных высококипящих компонентах, ведущее по ракетному двигателестроению КБ Глушко отказалось делать двигатели для Н-1, и их создание было поручено авиадвигательному КБ Кузнецова, которое добилось наивысшего энергетического и ресурсного совершенства для двигателей кислород-керосинового типа. На всех ступенях топливо хранилось в шаровых баках, подвешенных на несущей оболочке (керосиновые баки 4-й и 5-й ступеней — торовые). Двигатели КБ Кузнецова были недостаточно мощными, их приходилось устанавливать в больших количествах, что привело к ряду негативных эффектов.
Ступени именовались блоками «А», «Б», «В» (использовались для выведения корабля Л3 на околоземную орбиту), «Г», «Д» (предназначались для разгона корабля от Земли и торможения у Луны). Таким образом, Н-1 как носитель для вывода на низкую околоземную орбиту фактически был 3-ступенчатым, а 43,2-метровый 95-тонный отлётный лунный ракетный комплекс под общим головным обтекателем диаметром 5,9 м с системой аварийного спасения состоял из 2 верхних блоков носителя Н-1 и корабля Л3, включавшего как модули 9,85-тонный лунный орбитальный корабль ЛОК (11Ф93) и 5,56-тонный лунный корабль ЛК (11Ф94).
На первой ступени (блоке «А») со стартовой массой 1880 (в том числе сухой — 130) т, диаметром от 10,3 до 16,9 м и длиной 30,1 м вдоль двух концентрических окружностей было установлено 30 (до лунной программы было только 24 по внешней окружности; затем к ним добавились ещё 6 по внутренней) двигателей НК-33 на варианте Н1Ф (ранее на Н1 — НК-15) с единичной тягой 171 (ранее — 154) тс и суммарной 5130 (4615) тс. Это количество двигателей у Н-1 оставалось рекордным вплоть до появления ракеты-носителя Starship. На старте до отделения блок «А» должен был отрабатывать 115-125 с.
На второй ступени (блоке «Б») стартовой массой 561 (в том числе сухой — 55) т, диаметром от 7,3 до 10,3 м и длиной 20,5 м было установлено 8 двигателей НК-43 (ранее — НК-15) с единичной тягой 179 тс и суммарной 1432 тс. Блок «Б» должен был отрабатывать 120 с.
На третьей ступени (блоке «В») стартовой массой 189 (в том числе сухой — 14) т, диаметром от 5,5 до 7,6 м и длиной 11,1 м было установлено 4 двигателя НК-31 (ранее — НК-21) с единичной тягой 41 тс и суммарной 164 тс. Блок «В» должен был отрабатывать 370 с.
На четвёртой ступени (блоке «Г») стартовой массой 62 (в том числе сухой — 6) т, диаметром 4,1 м был установлен 1 двигатель НК-19 (ранее — НК-9В) с тягой 45,5 тс. Блок «Г» должен был отрабатывать 443 с при возможности многократных включений.
На пятой ступени (блоке «Д») стартовой массой 18 (в том числе сухой — 3,5) т, диаметром 4,1 м был установлен 1 двигатель РД-58 с тягой 8,5 тс. Блок «Д» должен был отрабатывать 600 с при возможности многократных включений. На основе этой ступени впоследствии был создан разгонный блок ДМ, нашедший широкое применение и после закрытия советской лунной программы.
Сборка и изготовление крупногабаритных ступеней ракеты осуществлялась непосредственно на космодроме Байконур, в специально построенном филиале завода «Прогресс» и огромном монтажно-испытательном корпусе (МИК) на 112-й площадке, так как из-за негабаритных размеров ступеней не было возможности транспортировать их на космодром в собранном виде с завода-изготовителя, находящегося в городе Куйбышев. Головной блок готовили на площадке № 2. Сборка РН и головного блока в МИКе пл. 112 производилась в горизонтальном виде, так же, как и вывоз на стартовый стол силами двух тепловозов на установщике, двигавшемся по двум параллельным железнодорожным путям.
Предполагалось, что на основе конструктива Н-1 будет эксплуатироваться семейство ракет-носителей, включая форсированную версию Н1Ф и модернизированный до полезного груза в 155-175 т вариант на кислород-водородных двигателях Н1М, меньшие по размерам Н11/11А53 (три средние ступени Н-1) стартовой массой 700 т для полезного груза в 25 т и Н111/11А54 (третья и четвёртая ступени Н1) стартовой массой 200 т для полезного груза в 5 т, а в перспективе и бо́льшие носители Н2, Н3, Н4 стартовой массой соответственно 7000, 12 000, 18 000 т (у которых под две нижние ступени Н1 последовательно подставлялись ещё более мощные первые ступени).
Первое время внутренней советской альтернативой лунному носителю Н-1 КБ Королёва были нереализованные проекты аналогичных носителей УР-700 КБ Челомея и Р-56 КБ Янгеля.
Несмотря на некоторые менее прогрессивные технические решения (большее число ступеней, большее количество двигателей, бо́льшая суммарная тяга и меньший размер их сопел на первой ступени, отказ от использования более высокоэнергетического кислород-водородного топлива на верхних ступенях, меньшая масса полезной нагрузки) советский носитель Н-1 был соизмерим с американским носителем Сатурн V.
Н-1 изначально также планировался как носитель собираемого на орбите многоцелевого тяжёлого межпланетного корабля (ТМК), а позже как носитель также нереализованных проектов тяжёлого марсохода «Марс-4НМ», межпланетной станции для доставки грунта с Марса «Марс-5НМ», тяжёлых орбитальных станций.

## Пуски
Было проведено четыре испытательных пуска Н-1. Все они окончились неудачей на этапе работы первой ступени. Хотя на стендовых испытаниях отдельные двигатели показали себя достаточно надёжными, большинство возникавших проблем с носителем было вызвано автоколебаниями ракеты, гидродинамическим ударом, разворачивающим моментом, электрическими помехами и другими неучтёнными эффектами, вызванными одновременной работой такого большого количества двигателей, сложностью коммуникаций и большим размером ракеты. Эти проблемы были выявлены на этапе лётных испытаний, а не на стендах, поскольку из-за нехватки средств наземные стенды для динамических и огневых испытаний всего носителя или первой ступени в сборе не строились. Такой спорный подход, ранее с переменным успехом применявшийся к намного меньшим по размерам и несравнимо более простым по устройству баллистическим ракетам, привёл к череде аварий.
Все пуски носителя Н-1 производились с площадки № 110 (с двумя стартовыми столами) космодрома Байконур.

### Первый пуск
Изделие № 3Л. Пуск произведён в 12 часов 18 минут 07 секунд 21 февраля 1969 года, с беспилотным кораблем 7К-Л1А/Л1С (11Ф92) «Зонд-М» (прототипом ЛОК) в качестве полезной нагрузки, закончился аварийно. Через несколько секунд после старта в результате кратковременного скачка напряжения, вызванного подрывом пиропатронов, система управления КОРД (контроль ракетных двигателей) выключила двигатель номер 12. После этого КОРД выключил противоположный двигатель номер 24, чтобы тяга осталась симметричной. Через 6 секунд продольные колебания корпуса ракеты привели к разрыву линии подачи окислителя, а через 25 с — к разрыву топливопровода. Когда топливо и окислитель соприкоснулись, произошло возгорание. Огонь повредил проводку, возникла электрическая дуга. Датчики КОРД интерпретировали дугу как проблему с давлением в турбонасосах, и КОРД выдал команду отключить всю первую ступень на 68-й с запуска. Эта команда была также передана второй и третьей ступеням, что привело к запрету принятия сигналов ручного управления с земли, за которым последовал взрыв носителя на высоте 12,2 км. Ракета упала по трассе полёта в 52 км от стартовой позиции.

### Второй пуск
Изделие № 5Л с беспилотным кораблём 7К-Л1А/7К-Л1С (11Ф92) «Зонд-М» (прототипом ЛОК) и макетом лунного посадочного корабля ЛК (11Ф94) комплекса Л3. Пуск состоялся 3 июля 1969 года и также закончился аварийно из-за ненормальной работы периферийного двигателя № 8 блока А. Ракета успела вертикально взлететь на 200 м — и началось отключение двигателей. За 12 с были отключены все двигатели, кроме одного — № 18. Этот единственный работающий двигатель начал разворачивать ракету вокруг поперечной оси. На 15-й с сработали пороховые двигатели системы аварийного спасения, раскрылись створки обтекателя, и спускаемый аппарат, оторванный от носителя, успешно улетел, после чего носитель на 23-й с полёта плашмя упал на место старта. В результате крупнейшего в истории ракетостроения взрыва стартовый стол был практически разрушен, а расположенный неподалёку второй стартовый стол сильно повреждён. По заключению аварийной комиссии под председательством В. П. Мишина причиной аварии было разрушение насоса окислителя двигателя. На анализ результатов испытаний, дополнительные расчёты, исследования и экспериментальные работы и подготовку второй пусковой установки ушло два года.

### Третий пуск
Изделие № 6Л с макетом беспилотного лунного орбитального корабля ЛОК (11Ф93) и макетом лунного посадочного корабля ЛК (11Ф94) комплекса Л3. Пуск состоялся 27 июня 1971 года. Все 30 двигателей блока А вышли на режим предварительной и главной ступеней тяги в соответствии со штатной циклограммой и нормально функционировали, однако в результате нерасчётного момента по крену ракету стало поворачивать вокруг продольной оси, рулевые сопла перестали справляться с поворотом, углы превысили допустимые, и ракета начала разрушаться в полёте. Первым разрушилось место соединения блока В и головного блока, он упал недалеко от места старта. Поскольку для гарантий сохранности стартового комплекса команда аварийного выключения двигателей была заблокирована до 50 с, полёт продолжался. Первая и вторая ступени неуправляемо полетели дальше, и после снятия блокировки на 50,1 с полёта двигатели были выключены аварийной командой от концевых контактов гироприборов. Врезавшись в землю со взрывом, РН образовала в 16,2 км от старта воронку диаметром 45 м и глубиной 15 м. Ракета не долетела до площадки № 31 около пяти километров. Проблема с закруткой ракеты не была обнаружена при первом пуске из-за того, что общая реактивная струя с выключенными тогда двигателями 12 и 24 имела разрывы и вела себя иначе.

### Четвёртый пуск
Изделие № 7Л с беспилотным лунным орбитальным кораблем ЛОК (11Ф93) и макетом лунного посадочного корабля ЛК (11Ф94) комплекса Л3. Пуск состоялся 23 ноября 1972 года. Перед испытанием ракета претерпела значительные изменения, направленные на устранение выявленных недостатков и увеличение массы выводимого полезного груза. Управление полётом осуществляла бортовая ЭВМ по командам гироплатформы (главный конструктор Н. А. Пилюгин). В состав двигательных установок были введены рулевые двигатели. Была установлена фреоновая противопожарная система, создающая в полёте вокруг двигателей защитную газовую среду. Измерительные системы были доукомплектованы вновь созданной малогабаритной радиотелеметрической аппаратурой. Всего на этой ракете было установлено более 13 тысяч датчиков.
Ракета пролетела 106,93 с до высоты 40 км. С 50-й секунды полёта на первой ступени начались продольные автоколебания корпуса и давления в двигателях. За 7 с до расчётного времени разделения первой и второй ступеней при плановом снижении тяги путём отключения шести центральных двигателей произошло практически мгновенное, со взрывом, разрушение насоса окислителя двигателя № 4. Взрыв повредил соседние двигатели и саму ступень. Затем последовал пожар и разрушение первой ступени. Теоретически, энергоресурсов ракеты было достаточно, чтобы, при условии досрочного отделения первой ступени, обеспечить нужные параметры выведения за счёт работы верхних ступеней. Однако система управления не предусматривала такой возможности. При расследовании аварии двумя основными версиями, объясняющими произошедшее, были упомянутые автоколебания и вызванные ими повреждения, с одной стороны, и дефект двигателя — с другой.

## Окончание работ
После вновь проведённых больших работ по доведению носителя очередной пуск носителя Н1 (изделие № 8Л) со штатными беспилотным лунным орбитальным кораблём 7К-ЛОК (11Ф93) и лунным посадочным кораблем Т2К-ЛК (11Ф94) комплекса Л3 намечался на август 1974 года, когда в автоматическом режиме должна была быть выполнена вся программа полёта к Луне и обратно. Затем через год должен был стартовать носитель (изделие № 9Л) с беспилотным кораблем Л3, посадочный корабль-модуль ЛК которого оставался бы на лунной поверхности как резерв для скорого следующего старта носителя (изделие № 10Л) с первой советской пилотируемой экспедицией на Луну. После этого планировалось ещё до 5 стартов носителя с пилотируемыми кораблями.
Однако «лунная гонка» была СССР прекращена, и, несмотря на разработанные технические предложения по лунной орбитальной станции Л4 и новому комплексу Н1Ф-Л3М для обеспечения сначала долговременных экспедиций на Луну к 1979 году, а затем и сооружения на её поверхности в 1980-х годах советской лунной базы «Звезда», назначенный вместо В. П. Мишина в мае 1974 года генеральным конструктором советской космической программы и руководителем НПО «Энергия» академик В. П. Глушко не стал отстаивать развитие пилотируемой лунной программы и её носитель Н1, и своим приказом, с молчаливого согласия Политбюро и Министерства общего машиностроения, прекратил все работы сначала по программе, а затем и по носителю. Два уже изготовленных экземпляра и ещё два задела носителей Н1Ф были уничтожены, а 150 изготовленных двигателей НК-33 и НК-43 (высотный аналог НК-33) в КБ Кузнецова удалось сохранить до конца XX в., когда часть из них, а также лицензия на производство, были проданы американской компании «Аэроджет» и планировались к использованию в разрабатываемых ракетах-носителях.
В 1976 году начались работы по программе «Энергия — Буран», использующей принципиально новый сверхтяжёлый носитель «Энергия», на базе которого рассматривался, но не был реализован новый проект для пилотируемых полётов на Луну «Вулкан»—ЛЭК.

## Фотогалерея

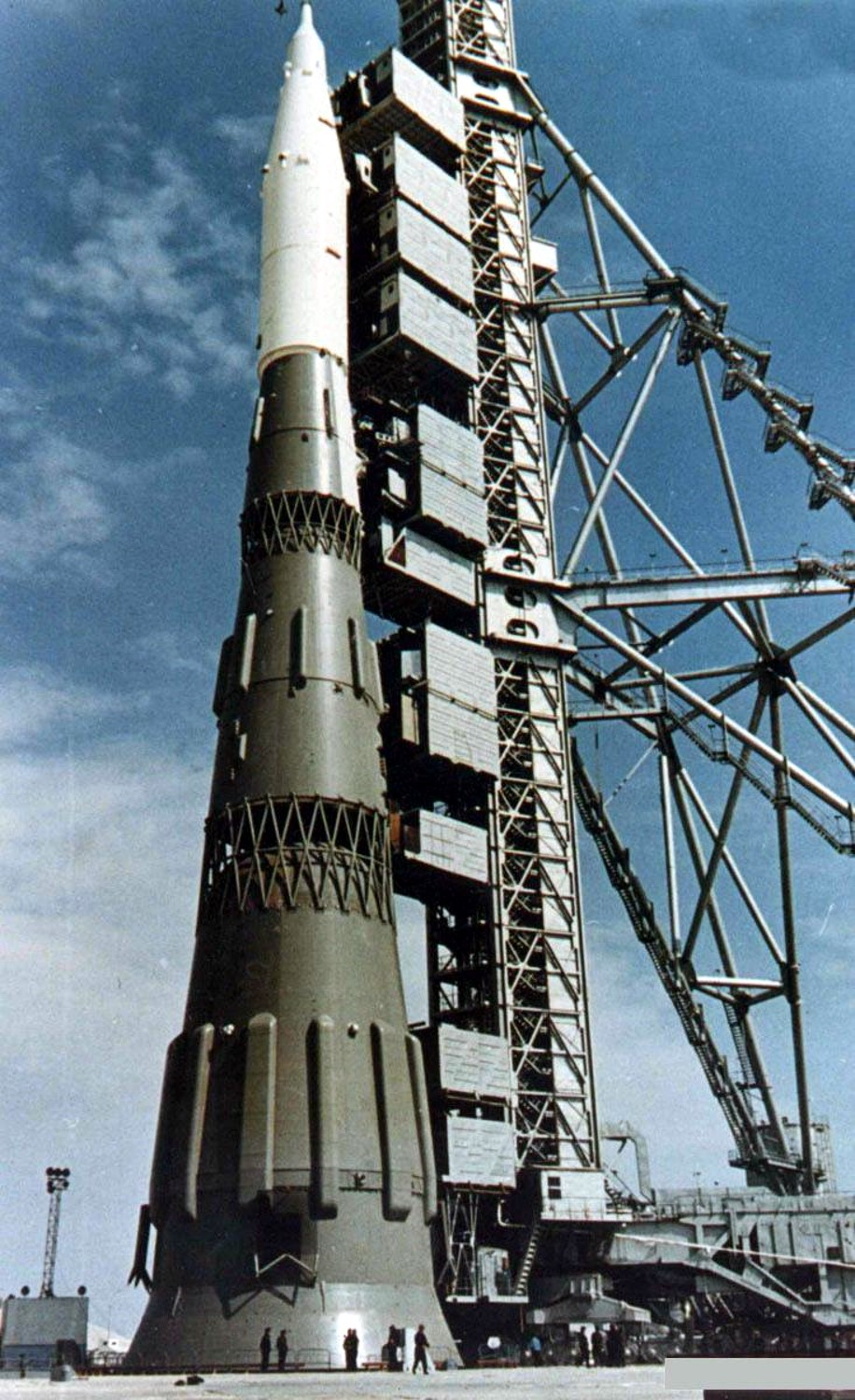
Габаритно-весовой макет Н-1 на стартовой площадке. 1967 год
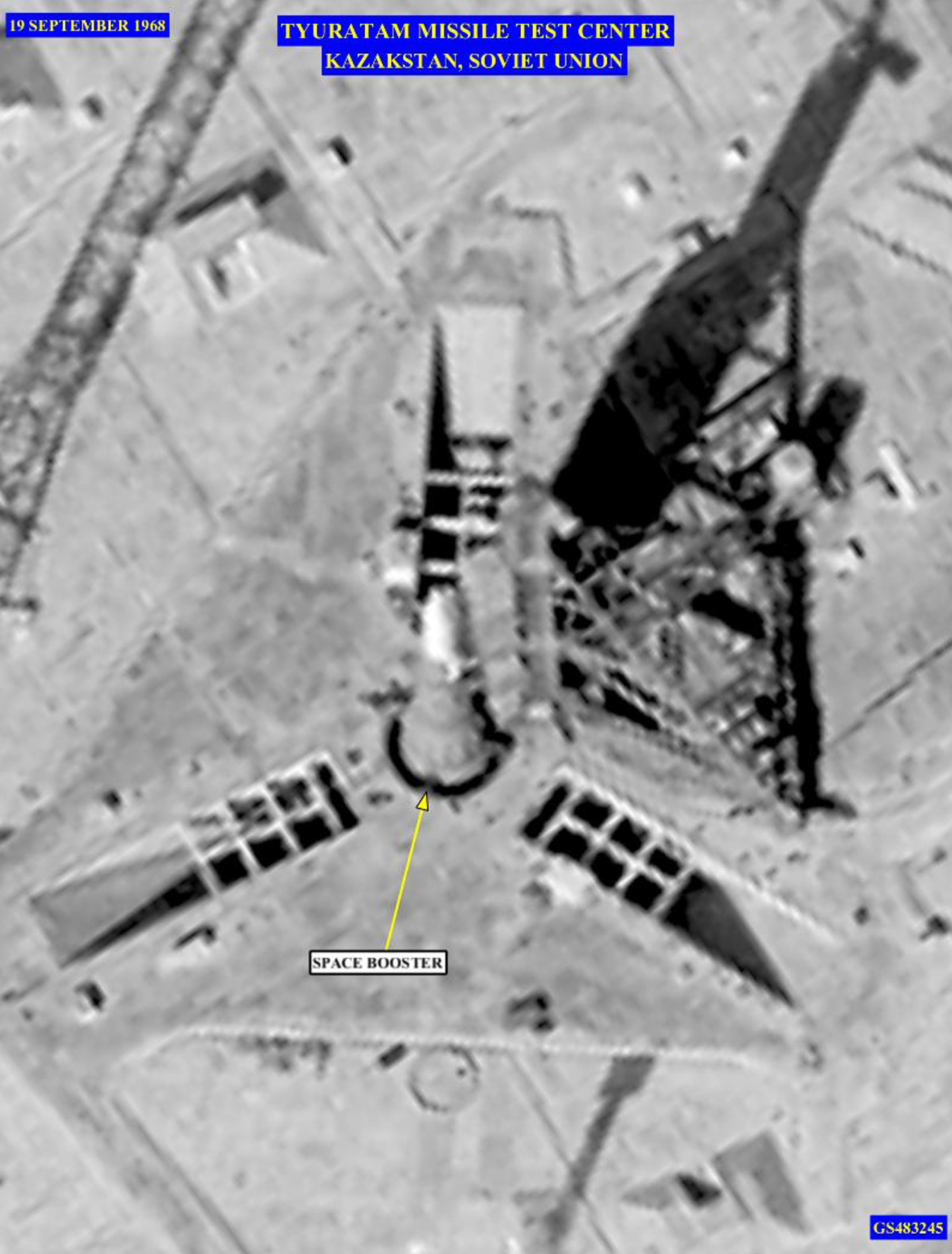
Изображение Н-1, полученное разведывательным спутником США KH-8 Gambit, 19 сентября 1968
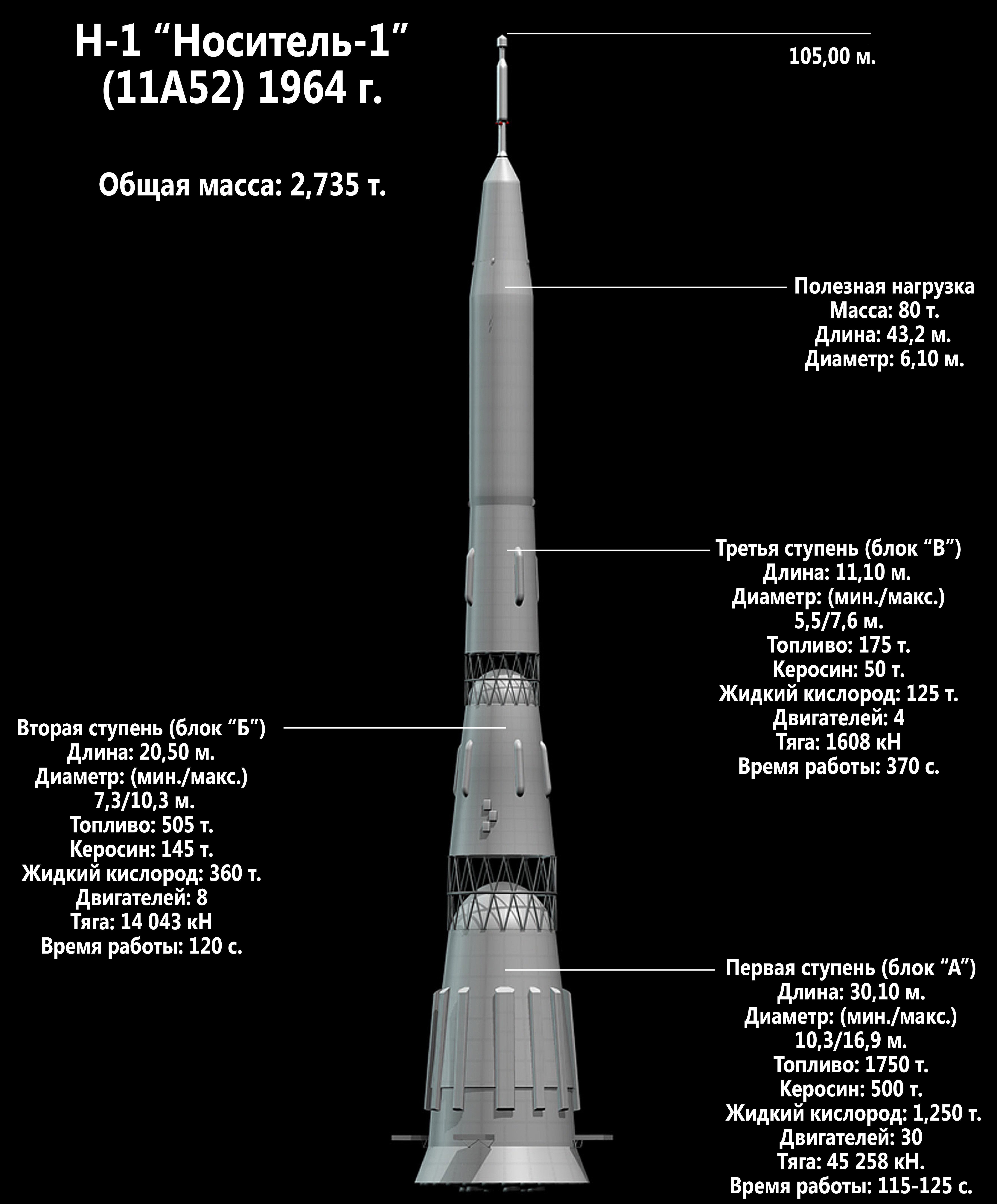
Компоновочная схема ступеней
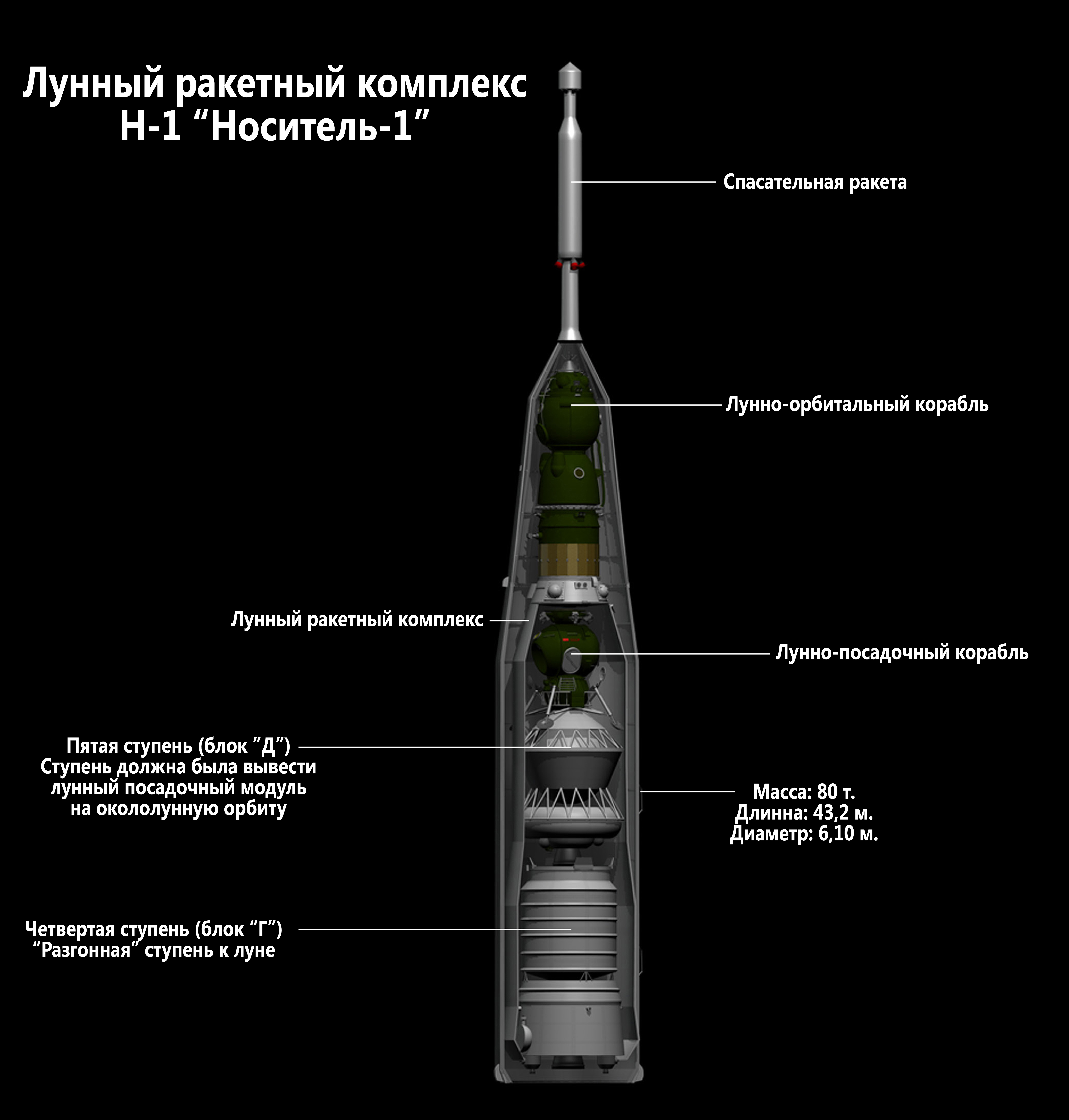
Компоновочная схема головной части с комплексом Л3
Сравнение носителей Сатурн-5 (слева) и Н-1 (справа) в масштабе
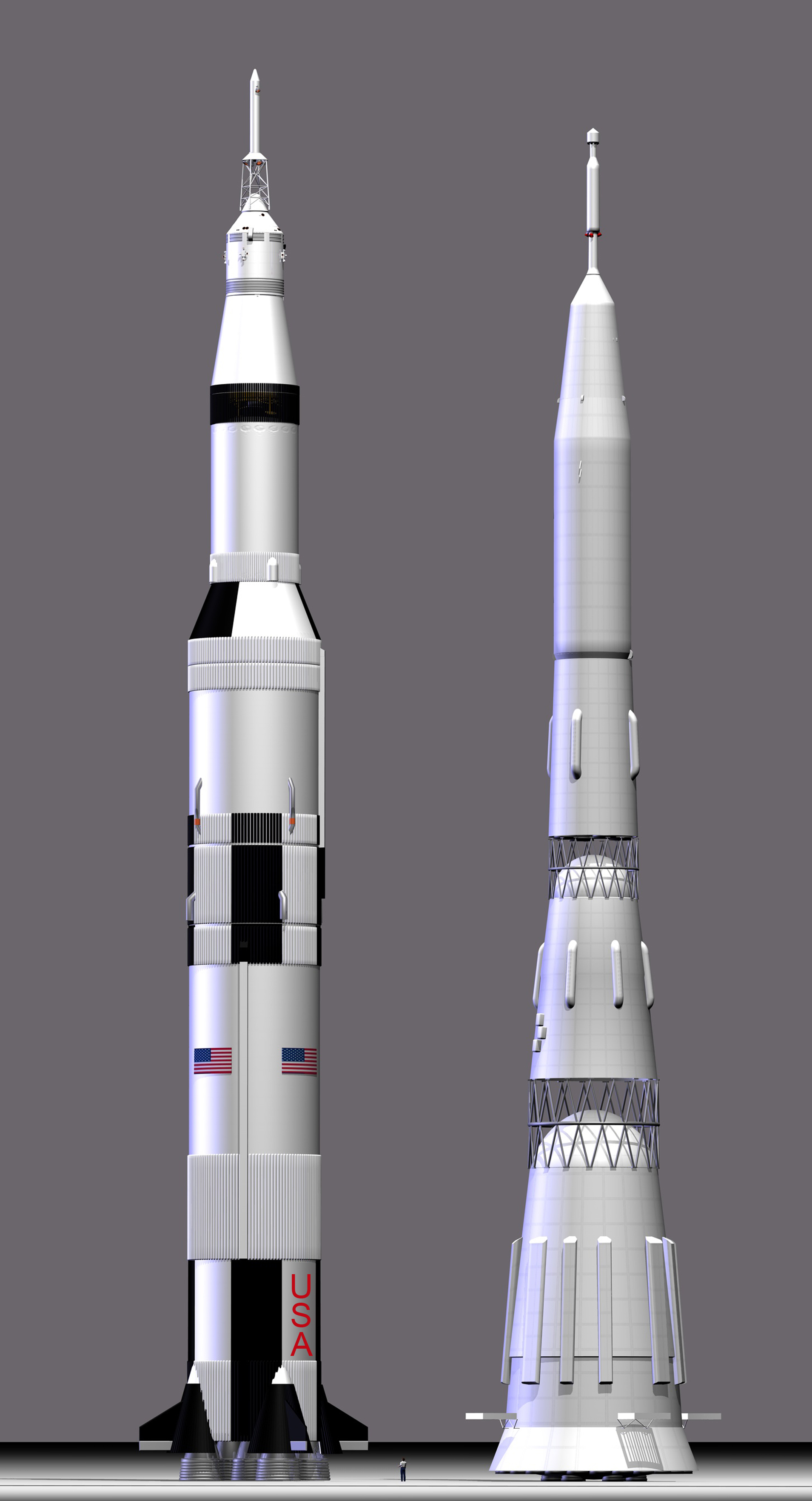
Смоделированное сравнение величин носителей в масштабе, Сатурн-5 (слева), человек (середина) и Н-1 (справа)
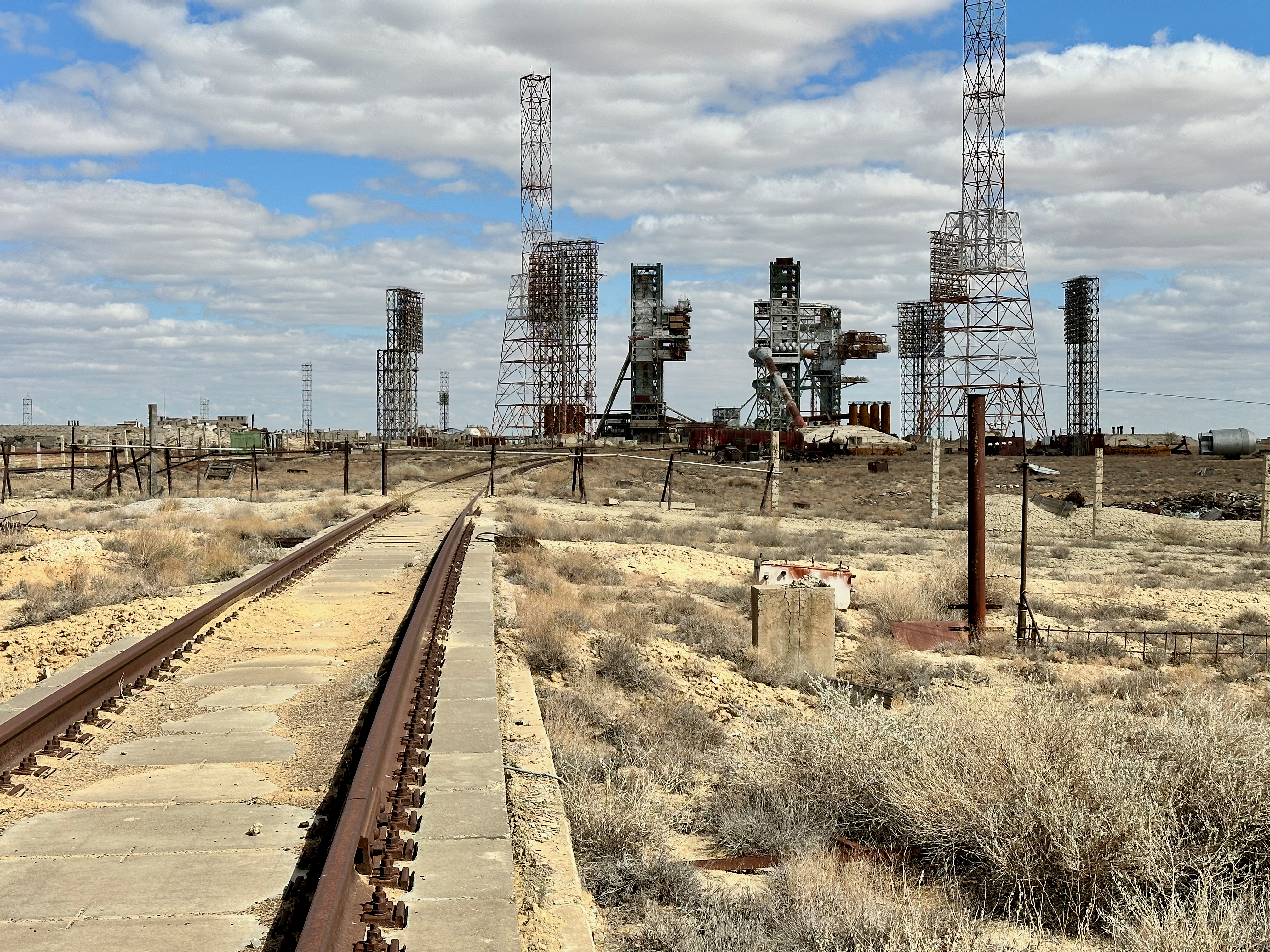
Стартовая площадка 110 на космодроме Байконур, 2023